# 21701 Gabemendoza
A 21701 Gabemendoza (ideiglenes jelöléssel 1999 RP72) a Naprendszer kisbolygóövében található aszteroida. A LINEAR projekt keretében fedezték fel 1999. szeptember 7-én.